# Matías Alustiza
Matías Gustavo Alustiza (Azul, 31 maggio 1984) è un calciatore argentino, attaccante svincolato.

## Palmarès

### Individuale
- Capocannoniere della Coppa Libertadores: 1

2012 (8 gol, a pari merito con Neymar)